# Munib Younan

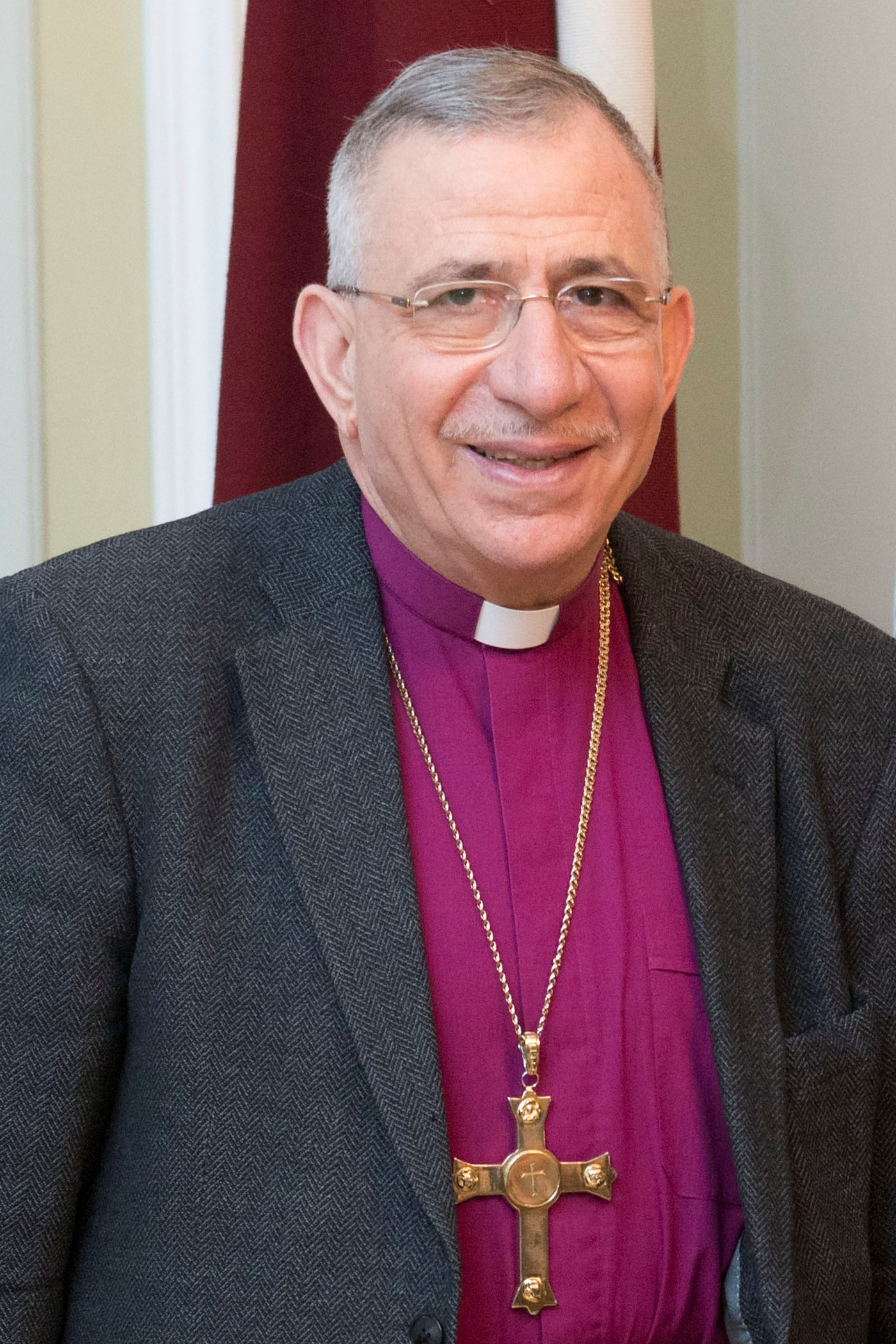
Munib Younan (2015).

Rev. Dr. Munib A. Younan (em árabe: منيب يونان, em hebraico:  מוניב יונאן; Jerusalém, 18 de setembro de 1950) é bispo-emérito luterano da Igreja Evangélica Luterana da Jordânia e da Terra Santa (The Evangelical Lutheran Church in Jordan and the Holy Land, ELCJHL) e ex-presidente da Federação Luterana Mundial (FLM).
Younan estudou na Palestina e na Finlândia e atua em várias organizações desde sua ordenação em 1976, como o Middle East Council of Churches (Conselho de Igrejas do Oriente Médio, MECC), a Lutheran World Federation (Federação Mundial Luterana, LWF) e a Fellowship of the Middle East Evangelical Churches (Sociedade de Igrejas Evangélicas do Oriente Médio, FMEEC). Younan realizou a primeira tradução da Confissão de Augsburgo para a língua árabe. Tem sido membro ativo de várias iniciativas de diálogo ecumênico e inter-religioso em Jerusalém.
Seu trabalho inter-religioso foi reconhecido com vários prêmios, como a "Al-Hussein Decoration for Distinguished Service, First Class", concedida pelo rei Abdullah II da Jordânia em 2013; o "34º Niwano Peace Prize" em 2017, pela perseverança e compaixão em seu trabalho para incentivar o diálogo entre grupos inter-religiosos na Terra Santa; e o "Prêmio Sunhak para a Paz" em 2019, por se dedicar a criar harmonia entre judaísmo, cristianismo e islamismo na região do Oriente Médio por mais de 40 anos desde sua nomeação como pastor luterano em 1976, e por seu papel de líder na busca por uma resolução pacífica no Oriente Médio.
Foi bispo presidente da ELCJHL de 1998 a 2018, mas continua como membro do Conselho da igreja. Além de sua liderança na FMEEC, também atua no Council of Religious Institutions in the Holy Land (Conselho de Instituições Religiosas na Terra Santa, CRIHL), composto por líderes das comunidades judaica, muçulmana e cristã de Jerusalém.
Bispo Younan foi eleito presidente da FLM em 2010, durante a XI Assembleia da FLM, em Stuttgart, Alemanha, presidindo-a até 2017, quando foi eleito o arcebispo nigeriano Dr. Musa Panti Filibus.
Em 2014, Dr. Younan participou do XXIX Concílio Geral da Igreja Evangélica de Confissão Luterana no Brasil, em Rio Claro (São Paulo).
Em seus esforços ecumênicos, Dr. Younan encontrou-se com os papas João Paulo II, Bento XVI e Francisco. O Papa Francisco, Bispo Younan, e o secretário-geral da FLM, o Rev. Dr. Martin Junge, presidiram uma comemoração ecumênica conjunta dos 500 anos da Reforma Protestante em 31 de outubro de 2016, na Catedral de Lund, Suécia, em cooperação com a Igreja da Suécia e a Diocese Católica de Estocolmo. Durante a celebração conjunta, Francisco e Younan assinaram uma declaração conjunta para que católicos e luteranos sejam incumbidos de aprofundar sua comunhão e testemunho comum.

## Obras
Younan é o autor de dois livros. 
- "In Witnessing for Peace: In Jerusalem and in the World" publicado pela Augsburg Fortress Press em 2003.[11] Neste livro Younan apresenta o contexto histórico e social da situação palestina.
- "Our Shared Witness: A Voice for Justice and Reconciliation", publicado pela Lutheran University Press em 2012. É uma compilação de alguns dos discursos, sermões, artigos e apresentações de conferências de Younan.